# Битва на Калці (1380)
Битва на Калці — битва між військами темника Мамая та хана Тохтамиша за владу над Улусом Джучі, що відбулася в 1380 році (за іншими даними — 1381) на березі літописної річки Калка (яку ототожнюють із сучасним Кальчиком).
Мамай був розгромлений на полі і намагався втекти, але його вбили власні соратники. Тохтамиш за наслідками битви чи не востаннє об'єднав державу нащадків Батия під своє владою.